# 長岡市立宮内小学校
長岡市立 宮内小学校（ながおかしりつ みやうちしょうがっこう）は新潟県長岡市宮内に所在する市立小学校である。

## 概要
開学は1871年（明治4年）、開校・創立は1877年（明治10年）。幾多の改称と設置者の改変が行われるとともに、校区の変遷に伴い本校から上組小学校と四郎丸小学校が分離（独立）開校している。

## 沿革
（一部中略）
- 1871年 - 宮内旧本陣星野寿策家（宮内校）と光福寺本堂で寺子屋式の初等教育が始まる。
- 1872年 - 学制施行により摂田屋光福寺内に学問所が開設される。
- 1874年 - 校名が第16大区小四区公立宮内校となる。
- 1877年 - 岡地地内（現：宮内2丁目、新潟県立長岡農業高等学校の所在地）に校舎が完成。（創立・開校）
- 1879年 - 第7中学区第四小学区公立宮内校へ改称する。
- 1886年 - 校舎を宮内村小字左越に移設する。
- 1888年 - 校舎を新築する。（於：溝橋通り）
- 1889年 - 宮内村立宮内尋常小学校へ改称する。
- 1891年 - 水梨分校を併合する。
- 1903年 - 上組第一尋常小学校へ改称する。
- 1941年4月1日 - 古志郡上組村宮内国民学校へ改称する。
- 1948年 - 宮内町立宮内小学校へ改称する。
- 1950年 - 校旗が完成する。
- 1951年 - 校歌が完成し発表される。
- 1963年 - プールが完成する。（浄化装置は1965年6月に設置）
- 1973年 - 学校無人化を開始する（宿直廃止）。
- 1976年 - 創立100周年記念式典を挙行する。

## 交通・アクセス方法
- JR東日本（信越本線・上越線）宮内駅（西口）より北西へ約300m（徒歩：約5分）

## 参考資料・出典
- 長岡市立宮内小学校 創立100周年記念事業誌〜100年の歩み「わたしたちの宮内」（開学～1976年9月）
- 平成30年度グランドデザイン[リンク切れ]